# Black Refuge
Black Refuge är en EP av det svenska indiebandet Junip, utgiven 2005.

## Låtlista
1. "Black Refuge" – 3:25
2. "Turn to the Assassin" – 3:36
3. "Official" – 6:02
4. "Chugga-chugga" – 1:54
5. "The Ghost of Tom Joad" (Bruce Springsteen) – 4:11

## Medverkande musiker
- Elias Araya – trummor
- José González – sång, gitarr
- Tobias Winterkorn – orgel, synth